# 七公增十六
武仙座52，又名BD+46 2220，HD 152107、SAO 46305、HR 6254，是武仙座的一颗恒星，视星等为4.82，位于銀經71.61，銀緯39.96，其B1900.0坐标为赤經16h 46m 18.5s，赤緯+46° 39.96′ 27″。